# Victor Sintès
Victor Sintès (Caen, 8 de agosto de 1980) es un deportista francés que compite en esgrima, especialista en la modalidad de florete. Desde el año 2016 compite bajo la bandera de Argelia con el nombre de Hamid Sintès.
Ganó tres medallas en el Campeonato Mundial de Esgrima, en los años 2005 y 2011, y tres medallas de plata en el Campeonato Europeo de Esgrima entre los años 2002 y 2012.
Participó en dos Juegos Olímpicos de Verano, en los años 2012 y 2016, ocupando el octavo lugar en Londres 2012 en la prueba por equipos.

## Palmarés internacional
| Campeonato Mundial | Campeonato Mundial      | Campeonato Mundial | Campeonato Mundial  |
| Año                | Lugar                   | Medalla            | Prueba              |
| ------------------ | ----------------------- | ------------------ | ------------------- |
| 2005               | Leipzig (Alemania)      | Medalla de oro     | Florete por equipos |
| 2011               | Catania (Italia)        | Medalla de plata   | Florete por equipos |
| 2011               | Catania (Italia)        | Medalla de bronce  | Florete individual  |
| Campeonato Europeo |                         |                    |                     |
| Año                | Lugar                   | Medalla            | Prueba              |
| 2002               | Moscú (Rusia)           | Medalla de plata   | Florete por equipos |
| 2011               | Sheffield (Reino Unido) | Medalla de plata   | Florete por equipos |
| 2012               | Legnano (Italia)        | Medalla de plata   | Florete por equipos |